# Кажимеж Чиховски
Кажимеж Чиховски (на полски: Kazimierz Cichowski) е полски активист на международното и полското комунистическо и работническо движение. Убит от Сталинския режим на 26 октомври 1937 г. в Москва.

## Биография
Роден на 7 декември 1887 г. в Климкевичув, в историческата област Галиция, тогава в състава на Руската империя, но в днешна Полша, в семейството на Хенрик Чиховски и Тереза от дворянския род Лубенски, внук на Роман Чиховски, брат на Хенрик Чиховски. През 1898 г. е ученик в гимназията в Сосновец, където от 1904 г. става активист на революционното младежко движение. През 1907 г. той полага матура в Санкт Петербург, и в същата година става член на социалдемократическата партия с марксически уклон Социална демокрация на полското кралство и Литва.
Той участва в Октомврийската революция на страната на болшевиките. От декември 1917 г. е заместник-началник на Комисариата за полските работи към Народния комисариат по националностите. По-късно е избран за председател на ЦИК на Литовско-беларуската съветска социалистическа република. След Съветско-полската война през 1921 г. става член на ЦК на Комунистическата партия на Западна Украйна. Като комунистически функционер бива арестуван и осъден на 3 години в полски затвор. В същото време е избран за член на ЦК на Комунистическата партия на Полша. През 1932 се изселва в СССР и е избран за член на ИК на Коминтерна.
От декември 1936 г., по време на Испанската гражданска война, като един от организаторите на интернационалните бригади, е ръководител на отдела за човешки ресурси. През август 1937 г., въпреки предупрежденията, той се връща в Съветския съюз, за да помогне за освобождаването на задържаните интербригадисти. На 21 август 1937 г. е арестуван в Москва и на 26 октомври 1937 г. е осъден на смърт. На същия ден е убит в ареста и погребан в общ гроб в Донския манастир в Москва. Реабилитиран посмъртно през 1955 г.